# Nino Marchetti
Nino Marchetti (eigentlich Giovanbattista Marchetti; * 21. Februar 1905 in Udine; † 2. September 1983 ebenda) war ein italienischer Schauspieler und Synchronsprecher.
Marchetti spielte auf der Bühne und arbeitete für Radioprogramme. 1934 spielte er seine erste von zahlreichen Nebenrollen im Film, als er neben Elsa Merlini in Melodramma auftrat. Vor allem bis zu Beginn der 1960er Jahre wurde er immer wieder verpflichtet. Daneben war er auch als Synchronsprecher aktiv; hier wurde er zum Ehrenpräsident der Berufsangehörigen ernannt.
Er war mit Celeste Almieri verheiratet.

## Filmografie (Auswahl)
- 1934: Melodramma
- 1952: Der Mantel (Il cappotto)
- 1953: Der Tempelschatz von Bengalen (Il tesoro del Bengala)
- 1958: Diebe haben’s schwer (I soliti ignoti)
- 1959: Wolgaschiffer (I battellieri del Volga)
- 1960: Unschuld im Kreuzverhör (Il rossetto)
- 1961: Die Bacchantinnen (Le baccanti)
- 1964: Die Stunde der harten Männer (Ercole, Sansone, Maciste e Ursus gli invincibili)
- 1966: Die Gespielinnen (Le fate)
- 1969: Django – Gott vergib seinem Colt (Dio perdoni la mia pistola)
- 1970: Bleigewitter (Reverendo Colt)
- 1972: Le mille e una notte… e un'altra ancora!